# Lago Gaet'ale
Il lago Gaet'ale è un piccolo lago ipersalino situato vicino al cratere del vulcano Dallol, nella depressione della Dancalia, in Etiopia. Sito in particolare al di sopra di una sorgente termale di origine tettonica e apparentemente privo di emissari ed immissari, il Gaet'ale ha una salinità del 43%, il che lo rende una delle masse idriche più salate del pianeta.

## Ubicazione e origine

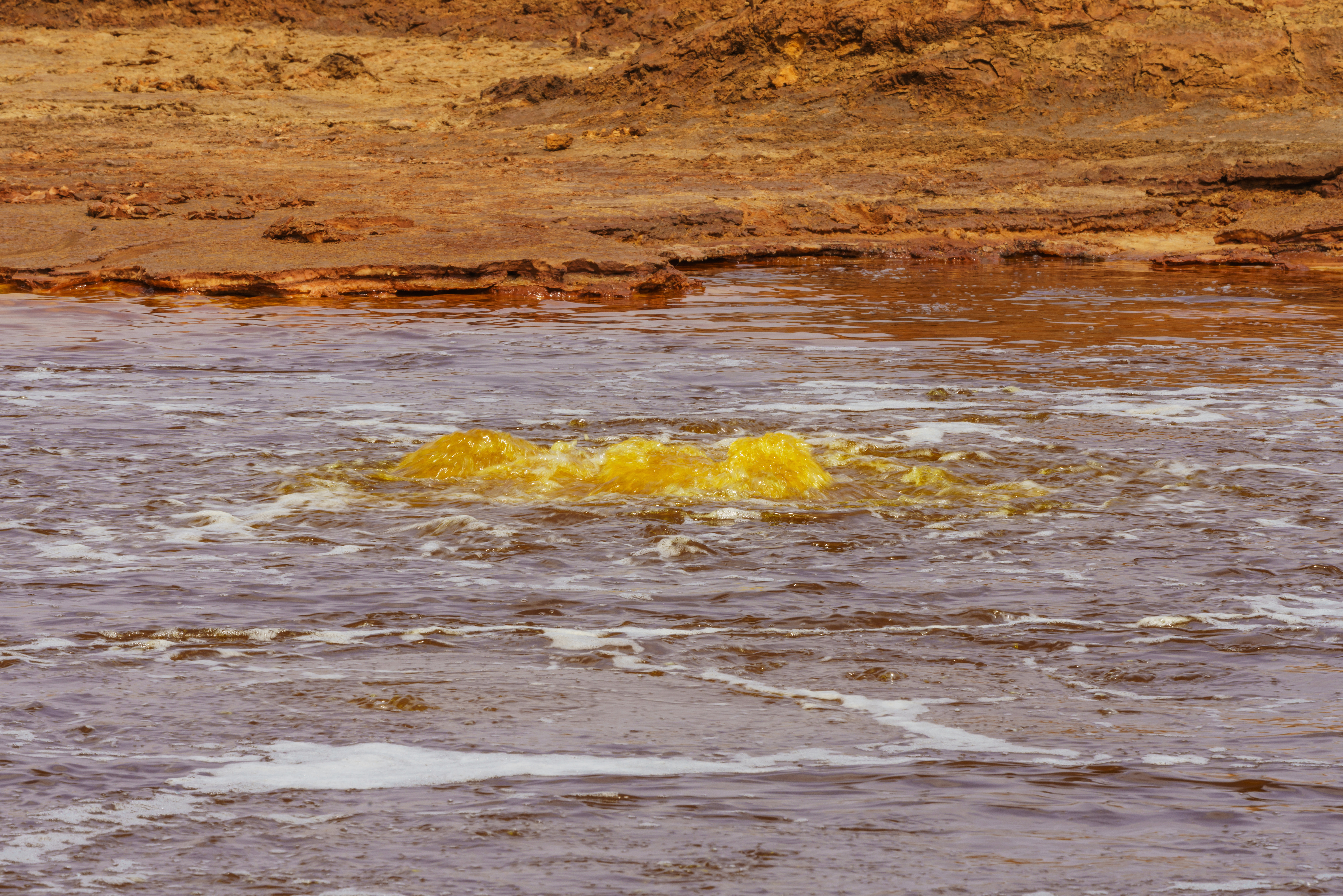
Il gorgoglio delle acque del lago Gaet'ale dovuto alla sottostante sorgente calda

Con i suoi 60 metri circa di diametro, il Gaet'ale è il più vasto di una serie di piccoli laghetti situati approssimativamente 4 km a sud-est delle sorgenti calde di Dallol, località etiope situtata sul margine del grande Piano del Sale.
Stando a quanto dichiarato dagli abitanti del vicino villaggio di Ahmed'ela, il lago si sarebbe formato nel gennaio 2005, quando un terremoto colpì la zona riattivando la sorgente calda su cui oggi giace il lago. Proprio grazie a tale sorgente la temperatura delle acque del lago è ben più alta di quella dell'ambiente circostante, aggirandosi attorno ai 50-55 °C.

## Composizione dell'acqua
I sali rinvenuti nelle acque del lago Gaet'ale sono costituiti principalmente da cloruro di calcio e cloruro di magnesio in concentrazioni di 2,72 mol/kg e 1,43 mol/kg rispettivamente. Significative sono anche le quantità di ioni sodio (Na+), potassio (K+) e nitrito (NO2−), a cui si sommano tracce di ioni ferrici (Fe3+) che, formando complessi con gli ioni cloruro (Cl-), danno all'acqua il caratteristico colore giallo. In totale, il residuo fisso delle acque del lato è 433 g/kg, il che indica una salinità del 43,3%, in base alla quale si può affermare che il lago Gaet'ale sia un lago di salamoia.
La sorgente calda sottostante fa anche sì che dal lago fuoriescano bolle di gas inodore, probabilmente costituite da biossido di carbonio. Il rinvenimento di cadaveri di uccelli e insetti nei dintorni del lago lascia supporre che tali emissioni possano essere pericolose per animali ed esseri umani.